# Останній Мамонт Франції
«Останній Мамонт Франції» — Фільм знятий в 2010 році.

## Зміст
Головному героєві виповнилося шістдесят років, і тепер, здавалося б, можна насолодитися заслуженою пенсією і свободою. Він працював з раннього віку, не пропускаючи жодного трудового дня, навіть у важких умовах свого останнього місця роботи на бойні. Однак за документами з'ясувалося, що багато роботодавців просто не реєстрували його в своїх конторах. І тепер новоявленому пенсіонеру необхідно надати підтвердження того, що він трудився весь цей час.

## Ролі
| Актор          | Роль |
| -------------- | ---- |
| Жерар Депардьє | -    |
| Іоланда Моро   | -    |
| Ізабель Аджані | -    |
| Міс Мінг       | -    |
| Бенуа Пульворд | -    |
| Булі Ланнерс   | -    |
| Катрін Осмален | -    |
| Блатч          | -    |
| Філіпп Наон    | -    |
| Ганна Муглаліс | -    |

## Знімальна група
- Режисер — Гюстав де Керверн, Бенуа Делепін
- Сценарист — Гюстав де Керверн, Бенуа Делепін
- Продюсер — Жан-П'єр Герен, Вероніка Маршат, Ремі Бура
- Композитор — Гаетан Руссель